# Georges de La Fouchardière
Georges Alphonse de La Fouchardière, né le 1er février 1874 à Châtellerault (Vienne) et mort le 10 février 1946 à Saint-Brieuc (Côtes-du-Nord), est un journaliste, écrivain et humoriste français particulièrement reconnu de son vivant pour son personnage du Bouif qui, à ses débuts, va le faire connaître de la France entière.
Il prête sa plume à de nombreux journaux, et entre autres romans, il est l'auteur de La Chienne qui sera adapté au cinéma par Jean Renoir sous le même titre et par Fritz Lang (La Rue rouge).

## Biographie

### Famille
D'origine poitevine, il est le fils de Delphin Arthur de La Fouchardière (1846-1923), avocat, et de Gabrielle Conty (1854-1939), sœur du diplomate Alexandre-Robert Conty. 
Georges est le cousin de Pierre de La Fouchardière.
Son arrière petit-fils est Mathieu de la Fouchardière, auteur de bande dessinée sous le nom Mattt Konture.

### Carrière
Georges de la Fouchardière est Licencié ès lettres après des études au collège Stanislas à Paris et diplômé des Hautes Études Commerciales en 1901.
Employé à la Banque de Paris et des Pays-Bas dès 1895, il cultive un intérêt certain pour les lettres et l'humour, en témoigne ce prix potache qui lui fut remis en octobre 1903 par le Cabaret des Quat'z'Arts pour avoir gagné La Marche des chansonniers, une course à pied de 16 kilomètres dans Montmartre durant laquelle les participants devaient chacun composer en plein effort une chanson sur un thème imposé,.
Dans un entretien de 1930, il racontera à Frédéric Lefèvre comment la chanson Montmartre en 1905 le tira de cette routine.[réf. nécessaire]
Il s'emploie à l'écriture des Aventures de Peau de Balle un roman que la revue Paris-Sport avec laquelle il a commencé à travailler en 1908, édite sous la forme d'un feuilleton au cours de l'hiver 1909-1910. Le roman est publié en avril 1910 sous le nom de La Machine à galoper d'après la terminologie qui est employée par les turfistes pour parler d'un cheval triomphant. Le succès de librairie est au rendez-vous,,.
Georges de la Fouchardière intègre en 1910 le collectif qui anime La Revue pour tous, un périodique littéraire qui singe les sociétés savantes sur le déclin depuis la fin du XIXe siècle. Il y collabore jusqu'en 1913. Conjointement, il écrit pour différents journaux dont ces « Chroniques fantaisistes » à La Liberté. Il profite de l'intérêt du public pour le monde des courses pour s'y inventer comme interlocuteur un certain Alfred Bicard, dit « Le Bouif », un personnage candide, vendeur de tuyaux aux courses et qui lui sert à mettre en perspective des thèmes sociétaux qui lui sont chers et qu'il traite avec un humour décalé.
Alors que Le Bouif est apparu à seulement trois reprises dans les chroniques de l'année 1911, Georges de la Fouchardière décide de lui consacrer un roman où il confronte sa nature innocente à l'horreur d'un meurtre de sang dans le milieu des courses de chevaux qu'il connaît bien. Le Crime du Bouif, roman fantaisiste et hippique, est publié en 1913 et la critique est enthousiaste : le roman est adapté une première fois au théâtre et face au succès de la pièce, on en double la distribution,. Les chanteurs et les comiques de plusieurs revues de cabarets de la capitale s'emparent du personnage du Bouif pour le faire vivre lors de leurs représentations.
Le phénomène prend de court Georges de la Fouchardière qui va y consacrer tout son temps : il produit des chroniques du Bouif à un rythme hebdomadaire et les vend en 1915 à La Liberté puis à différents journaux, jusqu'en 1917. Il intègre l'équipe du Canard enchaîné en 1916 et y fait vivre la « Chronique du Bouif » tout en préparant la sortie d'une suite au roman : c'est d'abord Bicard, dit le Bouif, publié en 1916, bientôt suivi de Le Bouif tient, sorti l'année suivante,.
Au cours de l'année 1918, il publie quelques chroniques pour l'hebdomadaire La Vague de Pierre Brizon. Cette même année, un quatrième volet du Bouif, Le Bouif errant est publié[réf. souhaitée] et l'intérêt du public pour le personnage du Bouif ne diminue pas, sans compter les nombreuses interprétations qui s'en jouent désormais dans les cabarets de province et qui participent à sa popularité grandissante.
Alors qu'il rejoint en 1920 le journal Le Merle blanc fondé par Eugène Merle et qui se veut une imitation du Canard enchaîné, mais plus ancré à gauche, l'engouement pour le Bouif est devenu national et invite des producteurs dont Oscar Dufresne à produire des tournées théâtrales à travers la France pour la saison suivante. Ces dernières finiront de consacrer Georges de la Fouchardière et les acteurs Dranem et Tramel aux yeux du public, ce dernier incarnant seul le personnage du Bouif aux yeux des Français avec plus de 700 représentations qui seront données dans toute la France en une année, avec jusqu'à trois représentations par jour. C'est naturellement Tramel qui est donc convié à jouer le rôle du Bouif la même année dans une première adaptation cinématographique du réalisateur Henri Pouctal.
À la suite du succès du Bouif, Georges de la Fouchardière revient au Canard enchaîné dont il sera renvoyé par Maurice Maréchal en 1934 pour avoir défendu le préfet de police de droite Jean Chiappe qui avait été mis à pied par Daladier.
Durant la Seconde Guerre mondiale, sous l'Occupation, il écrit dans des journaux collaborationnistes comme Paris-Soir, La Semaine, et surtout L'Œuvre, dirigé par Marcel Déat. 
Cité à plusieurs reprises par François Mitterrand lors de l'émission littéraire Apostrophes en juillet 1975, Georges de la Fouchardière est principalement un écrivain satirique et polémique très réputé dans la première moitié du XXe siècle. De conviction anarchiste[réf. nécessaire] et profondément pacifiste, il fut en son temps un adversaire endurci du clergé, de l'armée et du militarisme.

### Anecdote
En 1927, l’humoriste, découvrant le nom de la rue André-Pascal, dans le 16e arrondissement de Paris, s’exclame : « Rue André Pascal ? Mais c’est une erreur, Pascal, le grand Pascal, s’appelait Blaise ! », et se rend sur place en compagnie de 300 à 400 personnes dans l’intention d’en changer le nom, invitant d’ailleurs le baron Henri de Rothschild, André Pascal de son nom de plume, à assister à la cérémonie de baptême. Mais ce dernier, goûtant peu la plaisanterie, demande aide et protection au préfet de police Jean Chiappe, que La Fouchardière connaissait bien, et la cérémonie tourne court.
Le « prix le Bouif » en catégorie Steeple chase est créé en 1930 et est toujours couru actuellement.[réf. nécessaire]

## Œuvre
En littérature, plusieurs de ses œuvres sont des romans humoristiques qu'il écrit en collaboration, dont Le Diable dans un bénitier (1898) et Le Bouif chez mon curé (1928), avec Clément Vautel. Certains d'entre eux sont des romans policiers humoristiques, souvent teintés d'humour noir, notamment La Machine à galoper (1910) et Le Crime du Bouif (1913), qui « débute avec la découverte du cadavre d'un homme écorché et décapité, perché dans un arbre, près d'un champ de course parisien », ou encore La Grande Rafle (1929), une « parodie manifeste des romans de mystère chers à Gaston Leroux ».
Dans le genre policier, il est aussi connu pour avoir écrit un texte plus grave, La Chienne (1929), où un simple employé tue la prostituée dont il est tombé amoureux parce qu'elle se moque de lui, un récit adapté au cinéma par Jean Renoir sous le même titre en 1931, puis par Fritz Lang, sous le titre Scarlet Street (en français La Rue rouge), en 1945.

### Presse écrite

#### SérieLe Bouif
Alors que le personnage du Bouif n'apparaît qu'occasionnellement dans les « Chroniques fantaisistes » que Georges de la Fouchardière rédige à partir de 1910 pour différents journaux, il en devient rapidement l'unique sujet et face à l'engouement du public, l'auteur vend au plus offrant l'exclusivité d'une série généralement dominicale de près de 120 épisodes que l'on suit au rythme des supports changeants qui la publient :
- Pour La liberté, les 8 février, 7 mars et 6 octobre 1911.
- Reprise du 8 février 1911 qui fait naître Alfred Bicard dans la France de Bordeaux et du sud-ouest, le 20 février 1914.
- Rythme hebdomadaire dans La liberté, du 25 décembre 1914 au 16 décembre 1915.
- Reprise dans La Lecture, les 31 janvier et 28 février 1915.
- Rythme mensuelle dans la France de Bordeaux et du sud-ouest, du 22 août 1915 au 3 juillet 1916.
- Les « Contes du petit parisien » dans Le Petit Parisien, les 14 décembre 1915 et 23 janvier 1916.
- Reprise des chroniques mensuelle et bimensuelle dans La Liberté du 23 janvier 1916 au 19 juillet 1916.
- « Le Bouif voyage - Lettre à Ugénie » dans l'hebdomadaire illustré En Route, les 14, 21 et 28 septembre 1916.
- Reprise des chroniques hebdomadaire et dominicale du Bouif à la une de L'Heure, du 8 avril au 25 décembre 1917.
- Le quotidien L'Heure diffuse Le Crime du Bouif en feuilleton en février-mars 1917.
- L'hebdomadaire La Vague publie en une le 19 septembre 1918 un extrait de Le Bouif tient pour remplacer avantageusement le vide laissé par la censure de l'article de tête, puis en mai-juin 1921, Le Crime du Bouif sous la forme d'un feuilleton.

Avec le Canard enchaîné, il anime une chronique satirique hebdomadaire intitulée « La chronique du Bouif ».

### Romans

#### SérieLe Bouif
- Le Crime du Bouif, Librairie des Lettres, 1913
- Bicard dit Le Bouif, La Renaissance du Livre, coll. « In Extenso » no 66, 1916
- Le Bouif tient, La Renaissance du Livre, coll. « In Extenso » no 98, 1917
- La Résurrection du Bouif, L'Œuvre, 1922
- Son Excellence Le Bouif, Ferenczi & fils, 1923
- Le Bouif errant, J. Ferenczi et fils, 1926 (en collaboration avec Félix Celval)[24]
- Le Bouif chez mon curé, Albin Michel, 1928 (en collaboration avec Clément Vautel)

#### Autres romans
- Le Diable dans le bénitier, Montaigne, 1898 (en collaboration avec Clément Vautel)
- La Machine à galoper, Éditions L. Tournayre, 1910 ; réédité en 1913 sous le titre Peau-de-Balle[22], puis L'Affaire Peau-de-Balle, Librairie des Lettres, 1919
- L'Araignée du Kaiser, Payot, 1916
- Les Millions de monsieur Tripette, L'Édition, 1917
- L'Homme qui réveille les morts, Albin Michel, 1918 (en collaboration avec Rodolphe Bringer)
- Didi, Fiquette et Cie, Librairie des Lettres, 1921
- Tifs d'étoupe et nib de tifs. Roman de mœurs théâtrales et ecclésiastiques, Ferenczi & fils, 1924
- Au pays des chameaux, Albin Michel, 1925
- Le Bistro de la chambre, Ferenczi & fils, 1925 (en collaboration avec Félix Celval)
- Une poule au volant, Ferenczi & fils, 1926 (en collaboration avec Félix Celval)
- Vive l'armée !, Montaigne, 1926
- Cherchez la femme, Montaigne, 1927
- Les Oies du Capitole, Montaigne, 1928
- Les Médecins malgré nous, Montaigne, 1928
- Au temps pour les crosses, Montaigne, 1929
- La Grande Rafle, Albin Michel, 1929
- La Chienne, Albin Michel, 1930
- L'Héritier de Don Quichotte, Ferenczi & fils, 1930
- Balles sans résultat, Montaigne, 1931
- La Prochaine Dernière, Aubier-Montaigne, 1932
- Amours... toujours, Aubier, 1932
- Affaires de mœurs, Aubier, 1933
- Joseph Pantos, fils de gendarme, Albin Michel, 1933
- Mouise à tous les étages, Aubier-Montaigne, 1935
- Foutez-nous la paix !, Montaigne, 1937
- Histoire d'un petit juif, Montaigne, 1938

### Théâtre et opérettes

#### SérieLe Bouif
- Le Crime du Bouif, 1921 (farce en 4 actes, 9 tableaux) co-adaptée avec André Mouëzy-Éon[25]
- Le Million du Bouif, 1924 (opérette en trois actes, musique par Édouard Mathé)
- La Fille du Bouif, 1928 (farce en un acte écrite en collaboration avec René Buvy)

### Revue chantée
- Tu peux y aller ! revue à la Cigale, 1921[26].

### Autres pièces de théâtre
- Armand, prince des poètes, 1912 (pièce en trois actes)
- Villon de Paris près Pontoise, 1930

### Autres publications
- Hors-d'Œuvre, Payot & Cie 1919
- Petit guide du parfait parieur aux courses, Éditions du siècle, 1923 - Ré-édition en 2022 aux Éditions de la Germonière,  (ISBN 979-8363630095)
- Circeuses, 1924 (extraits d'articles de presse)
- À la recherche d'un dieu. Albin Michel, 1926
- Cent Blagues, Montaigne, 1930
- Aventures cocasses de Boulot aviateur, Albin Michel, 1931 (avec Alain Laubreaux)

## Filmographie

### Le Bouif
Son très populaire personnage du Bouif, plusieurs fois porté à l'écran, a été principalement incarné par le comédien Félicien Tramel qui endossera le rôle à 9 reprises de 1922 à 1926 à l'époque du muet, puis de 1931 à 1935 après l'arrivée du cinéma parlant :
- 1921 : Le Crime du Bouif, film français réalisé par Henri Pouctal
- 1922 : La Résurrection du Bouif, film français réalisé par Henri Pouctal, février
- 1922 : Le Filon du Bouif, film français réalisé par Louis Osmont
- 1922 : Son Excellence le Bouif, film français réalisé par Louis Osmont
- 1926 : Le Bouif errant, film français réalisé par René Hervil
- 1931 : La Fille du Bouif, film français réalisé par René Bussy
- 1931 : Le Bouif au salon, film français réalisé par Louis Mercanton
- 1933 : Le Crime du Bouif, film français réalisé par André Berthomieu
- 1935 : Le Bouif chez les pur-sang, film français réalisé par Léo Joannon

Le rôle a aussi été repris par l'acteur Champi :
- 1952 : Le Crime du Bouif, film français réalisé par André Cerf

### Autres films
- 1931 : La Chienne, film français réalisé par Jean Renoir, adaptation du roman éponyme, avec Michel Simon, Georges Flamant et Janie Marèse
- 1932 : Pax, film hispano-français réalisé par Francisco Elías
- 1934 : Les Filles de la concierge, film français réalisé par Jacques Tourneur, avec Jeanne Cheirel et Paul Azaïs
- 1937 : Boulot aviateur, film français réalisé par Maurice de Canonge, adaptation des Aventures cocasses de Boulot, aviateur, avec Robert Arnoux et Michel Simon
- 1945 : La Rue rouge (Scarlet Street), film américain réalisé par Fritz Lang, adaptation du roman La Chienne, avec Edward G. Robinson et Joan Bennett

## Pour approfondir